# Edivalter Andrade

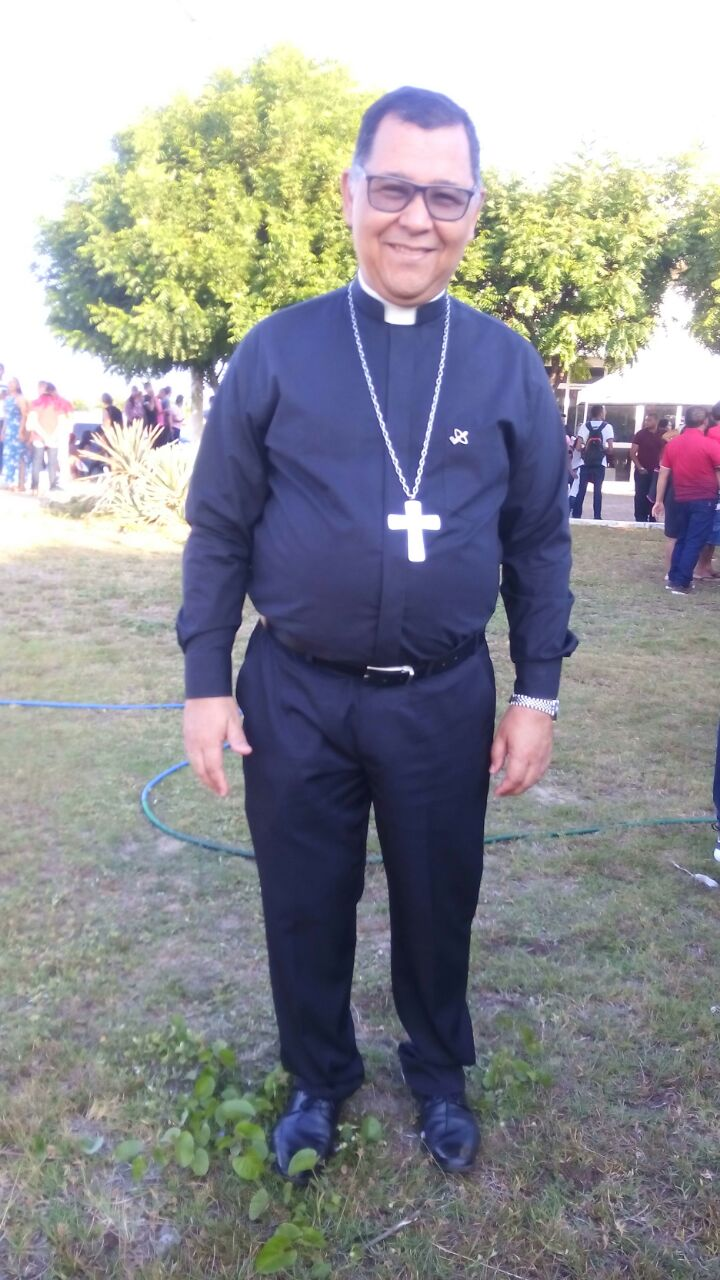
Edivalter Andrade, 2017

Edivalter Andrade (* 17. April 1962 in Barra de São Francisco, Espírito Santo, Brasilien) ist ein brasilianischer Geistlicher und römisch-katholischer Bischof von Parnaíba.

## Leben
Edivalter Andrade studierte am philosophisch-theologischen Institut des Erzbistums Vitória und empfing am 8. Oktober 1989 das Sakrament der Priesterweihe für das Bistum São Mateus. Neben Tätigkeiten in der Pfarrseelsorge absolvierte er von 1990 bis 1991 ein Aufbaustudium für die Priesterausbildung. Von 1990 bis 1998 war er Regens des Priesterseminars. Im Jahr 1997 hielt er sich zu weiteren Studien in Rom auf, von 1993 bis 1997 studierte er an der Universidade Federal do Espírito Santo (UFES) das Fach Soziale Dienste.
Von 2002 war er Dompfarrer an der Kathedrale des Bistums São Mateus und Diözesanbeauftragter für die Seelsorge. Außerdem leitete er die Diözesancaritas und einen Radiosender, war Ökonom des Bistums und Mitglied im Priesterrat. Bis zu seiner Ernennung zum Bischof war er Pfarrer in seiner Heimatstadt und Dekan.
Am 29. März 2017 ernannte ihn Papst Franziskus zum Bischof von Floriano. Der Bischof von São Mateus, Paulo Bosi Dal’Bó, spendete ihm am 10. Juni desselben Jahres die Bischofsweihe. Mitkonsekratoren waren der Altbischof von São Mateus, Aldo Gerna MCCJ, und der Bischof von Crateús, Ailton Menegussi. Die Amtseinführung im Bistum Floriano fand zwei Wochen später statt. Papst Franziskus bestellte ihn am 8. November 2023 zum Bischof von Parnaíba. Die Amtseinführung erfolgte am 3. Februar 2024.